# Stenolophina
Los estenolofinos (Stenolophina) son una subtribu de coleópteros adéfagos perteneciente a la familia Carabidae.

## Géneros
Tiene los siguientes géneros:
- Acupalpus
- Agonidus
- Amerinus
- Angionychus
- Anoplogenius
- Anthracus
- Batoscelis
- Bradycellus
- Bradycidus
- Cratosoma
- Cyptomicrus
- Dicheirotrichus
- Egadyla
- Euthenarus
- Goniocellus
- Gugheorites
- Haplanister
- Hemiaulax
- Hippoloetis
- Idiomelas
- Kaffovatus
- Kenyacus
- Kiwiharpalus
- Lioholus
- Loxoncus
- Pachytrachelus
- Paramecus
- Paregaploa
- Pholeodytes
- Pogonodaptus
- Polpochila
- Psychristus
- Rhabidius
- Stenolophidius
- Stenolophus
- Tropicoritus
- Uenanthracus